# Rincón de Tlapacoyan
Rincón de Tlapacoyan är en ort i Mexiko.   Den ligger i kommunen Santa Ana Tlapacoyan och delstaten Oaxaca, i den sydöstra delen av landet, 400 km sydost om huvudstaden Mexico City. Rincón de Tlapacoyan ligger 1 522 meter över havet och antalet invånare är 495.
Terrängen runt Rincón de Tlapacoyan är huvudsakligen kuperad, men åt sydväst är den bergig. Runt Rincón de Tlapacoyan är det ganska tätbefolkat, med 67 invånare per kvadratkilometer. Närmaste större samhälle är Zimatlán de Álvarez, 14,4 km nordost om Rincón de Tlapacoyan. I omgivningarna runt Rincón de Tlapacoyan växer huvudsakligen savannskog.